# Alvarezsaurus calvoi
Alvarezsaurus (il cui nome significa "lucertola di Alvarez") è un genere estinto di dinosauro teropode alvarezsauride vissuto nel Cretaceo superiore, circa 86-83 milioni di anni fa (Santoniano), in Argentina. Il genere contiene una singola specie, ossia A. calvoi. Le stime suggeriscono che l'animale misurasse circa 2 metri di lunghezza per un peso di circa 20 kg (45 libbre). Nel 2010, Gregory S. Paul ha stimato il suo peso a 3 kg e la sua lunghezza a 1 metro. L'animale è stato ritrovato nella Formazione Bajo de la Carpa ed è stato nominato dal paleontologo José Bonaparte nel 1991, in onore dello storico Don Gregorio Alvarez.

## Descrizione

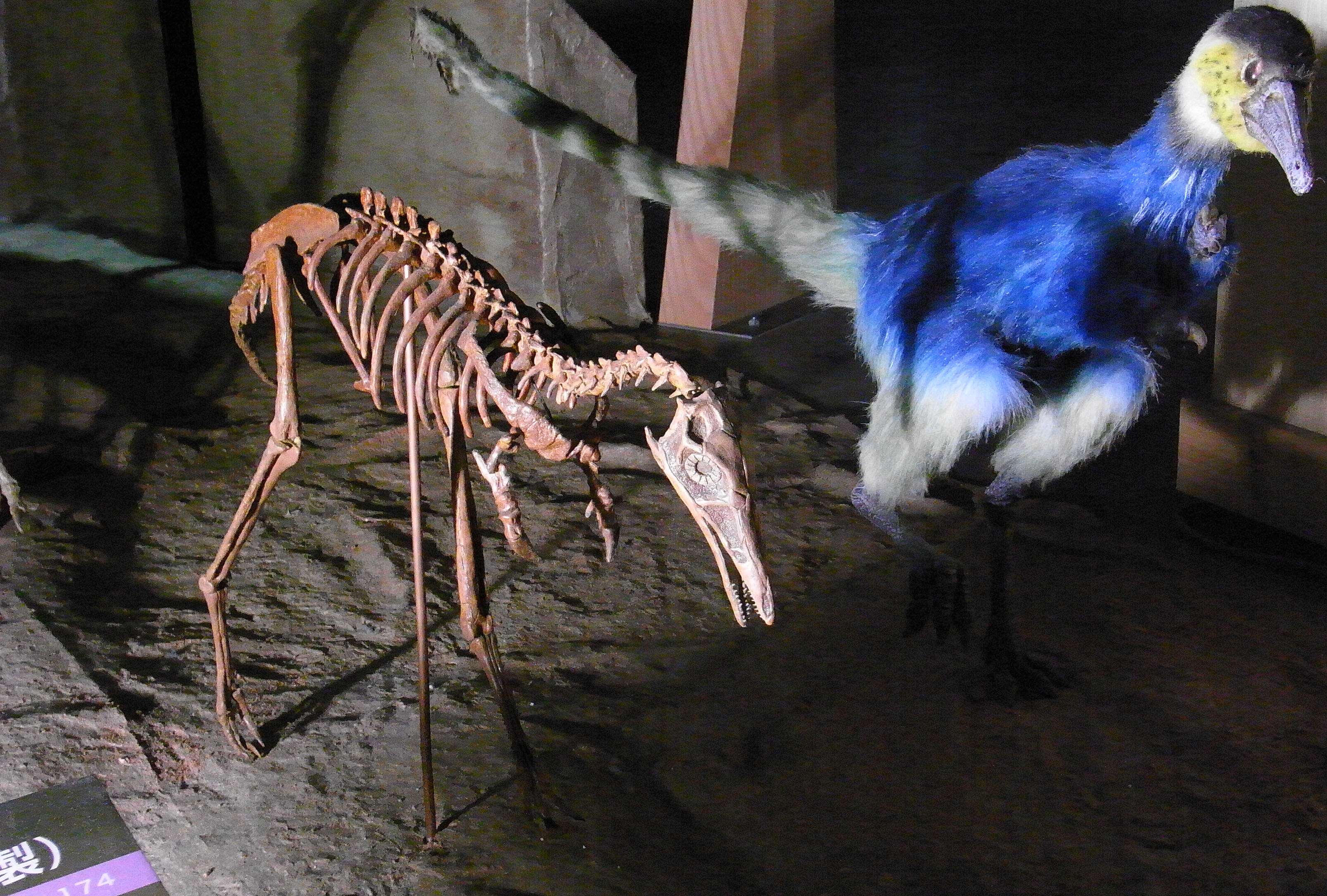
Scheletro completo di Alvarezsaurus calvoi, accanto una ricostruzione museale dell'animale, a grandezza naturale

L'Alvarezsaurus era un piccolo teropode bipede. Come altri teropodi più leggeri, aveva una lunga coda rigida, e la struttura delle gambe suggerisce che l'animale fosse un rapido corridore. Gli elementi più prossimali delle vertebre caudali dell'Alvarezsaurus mostravano il centro ventrale più appuntito e i processi trasversali di queste vertebre erano sub-triangolari e laterodistali diretti, caratteristiche osservate anche in altri alvarezsauridi, come Shuvuuia. I processi spinali erano assenti o malamente sviluppati, e ogni vertebra caudale supportava brevi prezygapophysi. La scapola era visibilmente curva e proporzionalmente più piccola di quella di altri alvarezsauridi e, a differenza dei suoi parenti, Alvarezsaurus non aveva un astragalo fuso e calcaneo. Caratteristica unica era il suo metatarso III che era il più lungo, seguito dal metatarsale IV insolitamente lungo. Probabilmente, come ipotizzato per molti suoi parenti, l'animale era insettivoro.

## Classificazione

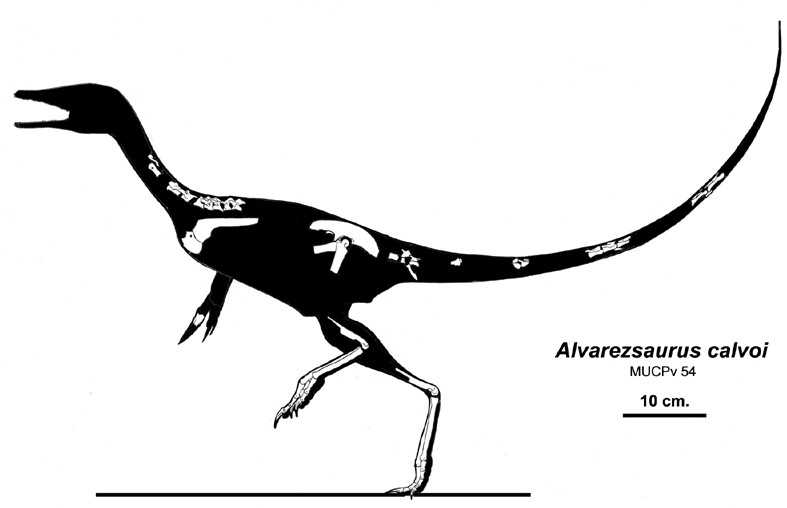
Diagramma degli elementi ossei conosciuti di A. calvoi

L'Alvarezsaurus è considerato uno dei membri più basali della sua famiglia, come Mononykus e Shuvuuia. L'animale è stato classificato alternativamente con i dinosauri teropodi non-aviari e i primi uccelli, ma una mossa degli alvarezsauridi da riconoscere come più strettamente correlata agli uccelli neornitina si è rivelata controversa nonostante sia stata sostenuta da studi precedenti. Un tempo si credeva che i taxa di alvarezsauridi della Patagonia fossero i più primitivi della loro famiglia, ma la scoperta di un membro ancora più basale, l'Haplocheirus, ha smentito tale ipotesi in quanto i suoi fossili sono stati ritrovati in Cina.
Il seguente cladogramma segue gli studi filogenetici di Agnolin et al. (2012):
|  | Patagonykus    |
|  |                |
|  | Bonapartenykus |
|  |                |

|  | Ceratonykus |
|  |             |
|  | Xixianykus  |
|  |             |
|  | Albinykus   |
|  |             |

|  | Albertonykus |
|  |              |
|  | Mononykus    |
|  |              |

|  | Linhenykus |
|  |            |
|  | Shuvuuia   |
|  |            |

|  | Albertonykus |
|  |              |
|  | Mononykus    |
|  |              |

|  | Linhenykus |
|  |            |
|  | Shuvuuia   |
|  |            |

|  | Albertonykus |
|  |              |
|  | Mononykus    |
|  |              |

|  | Linhenykus |
|  |            |
|  | Shuvuuia   |
|  |            |

|  | Albertonykus |
|  |              |
|  | Mononykus    |
|  |              |

|  | Linhenykus |
|  |            |
|  | Shuvuuia   |
|  |            |

|  | Ceratonykus |
|  |             |
|  | Xixianykus  |
|  |             |
|  | Albinykus   |
|  |             |

|  | Albertonykus |
|  |              |
|  | Mononykus    |
|  |              |

|  | Linhenykus |
|  |            |
|  | Shuvuuia   |
|  |            |

|  | Albertonykus |
|  |              |
|  | Mononykus    |
|  |              |

|  | Linhenykus |
|  |            |
|  | Shuvuuia   |
|  |            |

|  | Albertonykus |
|  |              |
|  | Mononykus    |
|  |              |

|  | Linhenykus |
|  |            |
|  | Shuvuuia   |
|  |            |

|  | Albertonykus |
|  |              |
|  | Mononykus    |
|  |              |

|  | Linhenykus |
|  |            |
|  | Shuvuuia   |
|  |            |

|  | Ceratonykus |
|  |             |
|  | Xixianykus  |
|  |             |
|  | Albinykus   |
|  |             |

|  | Albertonykus |
|  |              |
|  | Mononykus    |
|  |              |

|  | Linhenykus |
|  |            |
|  | Shuvuuia   |
|  |            |

|  | Albertonykus |
|  |              |
|  | Mononykus    |
|  |              |

|  | Linhenykus |
|  |            |
|  | Shuvuuia   |
|  |            |

|  | Albertonykus |
|  |              |
|  | Mononykus    |
|  |              |

|  | Linhenykus |
|  |            |
|  | Shuvuuia   |
|  |            |

|  | Albertonykus |
|  |              |
|  | Mononykus    |
|  |              |

|  | Linhenykus |
|  |            |
|  | Shuvuuia   |
|  |            |

|  | Ceratonykus |
|  |             |
|  | Xixianykus  |
|  |             |
|  | Albinykus   |
|  |             |

|  | Albertonykus |
|  |              |
|  | Mononykus    |
|  |              |

|  | Linhenykus |
|  |            |
|  | Shuvuuia   |
|  |            |

|  | Albertonykus |
|  |              |
|  | Mononykus    |
|  |              |

|  | Linhenykus |
|  |            |
|  | Shuvuuia   |
|  |            |

|  | Albertonykus |
|  |              |
|  | Mononykus    |
|  |              |

|  | Linhenykus |
|  |            |
|  | Shuvuuia   |
|  |            |

|  | Albertonykus |
|  |              |
|  | Mononykus    |
|  |              |

|  | Linhenykus |
|  |            |
|  | Shuvuuia   |
|  |            |

|  | Patagonykus    |
|  |                |
|  | Bonapartenykus |
|  |                |

|  | Ceratonykus |
|  |             |
|  | Xixianykus  |
|  |             |
|  | Albinykus   |
|  |             |

|  | Albertonykus |
|  |              |
|  | Mononykus    |
|  |              |

|  | Linhenykus |
|  |            |
|  | Shuvuuia   |
|  |            |

|  | Albertonykus |
|  |              |
|  | Mononykus    |
|  |              |

|  | Linhenykus |
|  |            |
|  | Shuvuuia   |
|  |            |

|  | Albertonykus |
|  |              |
|  | Mononykus    |
|  |              |

|  | Linhenykus |
|  |            |
|  | Shuvuuia   |
|  |            |

|  | Albertonykus |
|  |              |
|  | Mononykus    |
|  |              |

|  | Linhenykus |
|  |            |
|  | Shuvuuia   |
|  |            |

|  | Ceratonykus |
|  |             |
|  | Xixianykus  |
|  |             |
|  | Albinykus   |
|  |             |

|  | Albertonykus |
|  |              |
|  | Mononykus    |
|  |              |

|  | Linhenykus |
|  |            |
|  | Shuvuuia   |
|  |            |

|  | Albertonykus |
|  |              |
|  | Mononykus    |
|  |              |

|  | Linhenykus |
|  |            |
|  | Shuvuuia   |
|  |            |

|  | Albertonykus |
|  |              |
|  | Mononykus    |
|  |              |

|  | Linhenykus |
|  |            |
|  | Shuvuuia   |
|  |            |

|  | Albertonykus |
|  |              |
|  | Mononykus    |
|  |              |

|  | Linhenykus |
|  |            |
|  | Shuvuuia   |
|  |            |

|  | Ceratonykus |
|  |             |
|  | Xixianykus  |
|  |             |
|  | Albinykus   |
|  |             |

|  | Albertonykus |
|  |              |
|  | Mononykus    |
|  |              |

|  | Linhenykus |
|  |            |
|  | Shuvuuia   |
|  |            |

|  | Albertonykus |
|  |              |
|  | Mononykus    |
|  |              |

|  | Linhenykus |
|  |            |
|  | Shuvuuia   |
|  |            |

|  | Albertonykus |
|  |              |
|  | Mononykus    |
|  |              |

|  | Linhenykus |
|  |            |
|  | Shuvuuia   |
|  |            |

|  | Albertonykus |
|  |              |
|  | Mononykus    |
|  |              |

|  | Linhenykus |
|  |            |
|  | Shuvuuia   |
|  |            |

|  | Ceratonykus |
|  |             |
|  | Xixianykus  |
|  |             |
|  | Albinykus   |
|  |             |

|  | Albertonykus |
|  |              |
|  | Mononykus    |
|  |              |

|  | Linhenykus |
|  |            |
|  | Shuvuuia   |
|  |            |

|  | Albertonykus |
|  |              |
|  | Mononykus    |
|  |              |

|  | Linhenykus |
|  |            |
|  | Shuvuuia   |
|  |            |

|  | Albertonykus |
|  |              |
|  | Mononykus    |
|  |              |

|  | Linhenykus |
|  |            |
|  | Shuvuuia   |
|  |            |

|  | Albertonykus |
|  |              |
|  | Mononykus    |
|  |              |

|  | Linhenykus |
|  |            |
|  | Shuvuuia   |
|  |            |

## Nella cultura di massa
L'Alvarezsaurus è stato caratterizzato dal programma di Discovery Channel Pianeta dei dinosauri, dove viene ipotizzato che si trattasse di un predatore di giovani dinosauri, nel caso dell'episodio di giovani Saltasaurus, anche se non vi è alcuna prova di tale comportamento.